# 初次爱你
《初次爱你》（英語：First Love）是由东阳爱奇艺影视文化出品，田曦薇及王星越领衔主演，田栩宁、崔绍阳、迟宁宁、王家茵主演的青春轻言喜剧。剧情改编自准拟佳期的言情小说《初次爱你，为时不晚》，主要讲述青春少女卢晚晚与高冷学霸任初传出绯闻后极力撇清关系，后互相吸引的爱情故事。剧集于2022年12月12日起晚上7时在爱奇艺连更10天。

## 演员阵容
- 田曦薇 饰演 卢晚晚，清耀大学医学院临床系大二的学生。暗恋安嘉先，後喜歡任初。
- 王星越 饰演 任初，学霸，喜歡盧晚晚。
- 田栩宁 饰演 孟西白，對王昕羽一见锺情
- 王家茵 饰演 王昕羽，對孟西白一见锺情
- 崔绍阳 饰演 范毅
- 迟宁宁 饰演 顾桥
- 方晓东 饰演 安嘉先
- 赵昱萱 饰演 梁夏
- 刘剑羽 饰演 汪彧扬
- 方思畅 饰演 關爱

## 原声带

### 中国大陆
| 《初次爱你》剧集原声带 | 《初次爱你》剧集原声带 | 《初次爱你》剧集原声带 |
| 曲序                   | 曲目                   | 演唱                   |
| ---------------------- | ---------------------- | ---------------------- |
| 1.                     | 《遇光》（片头曲）     | 嘉羿                   |
| 2.                     | 《初次爱你》（主题曲） | Yakisa彭雅琦           |